# Gérald Nanty
Gérald Nanty, né le 6 mai 1938 à Fontainebleau et mort le 19 décembre 2010 à Neuilly-sur-Seine, est une figure des nuits parisiennes.

## Biographie
Gérald Nanty naît en 1938 à Fontainebleau. 
Dans les années 1960, il fonde sa première boîte de nuit Le Nuage, à côté de la rue du Dragon. En 1967, il dirige la boîte de nuit Le Club 65, toujours à Paris. L'année suivante, il rencontre Françoise Sagan avec qui il devient ami.
Il est le fondateur du premier sex-club gay de Paris : Le Bronx.
En 1996, il rachète le bar-restaurant Le Mathis 3 rue de Ponthieu, près de l'avenue des Champs-Élysées. Lors de cette décennie, le site est prisé par des personnalités comme Françoise Sagan, Françoise Fabian, Valérie Lemercier, Orlando, Laurent Ruquier ou encore Yves Saint Laurent,.